# أوزونيد
الأوزونيد هو أنيون متعدد الذرات O3-، يشتق من الأوزون، أو من المركبات العضوية المشابهة للبيروكسيد العضوي بتفاعل الأوزون مع مركب غير مشبع.

## الأوزونيدات غير العضوية
الأوزونيد غير العضوي هو مركب أيوني أحمر داكن، يختوى على أنيون O3- النشط. ويكون للأنيون شكل V من جزيء الأوزون.
وتتكون الأوزونيدات غير العضوية من حرق الصوديوم أو الفلزات القلوية في الأوزون. وهي مركبات متفجرة حساسة للغاية ويجب التعامل معها في درجات الحرارة المنخفضة في بيئة من الغازات النبيلة.
كما تعتبر الأوزونيدات من المصادر الواعدة للأكسجين مولدات الأكسجين الكيميائية.

## الأوزونيدات العضوية
الأوزونيدات العضوية هي الفرع المتفجر من عائلة البيروكسيدا تالعضوية وتحتوى على مجموعة أوزونيد -O-O-O- مرتبطة تساهميا. وغالبا ما تكون في شكل سوائل زيتية كريهة الرائحة. واستخدامها الرئيسي في تحديد تركيب المركبات الكيميائية. وكوسيط في عمليات التحلل الأوزوني، فإن الأوزونيدات تتكون بتفاعل الإضافة للأوزون المركبات غير المشبعة، وتتحلل سريعا إلى مركبات الكربونيل، مثل الألدهيد، الكيتون، البيروكسيد.